# Exèrcit de Flandes

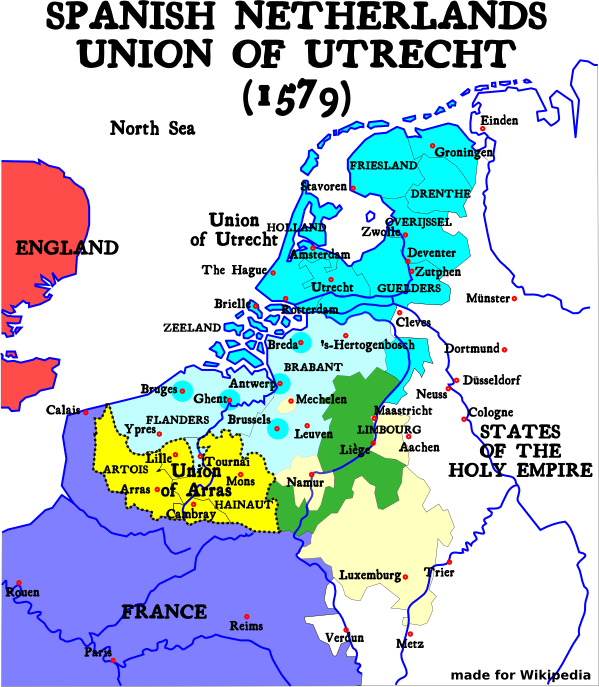
Mapa dels Països Baixos sota domini espanyol a 1579, indicant la Unió d'Utrecht (en blau) i la Unió d'Arras (en groc).

Amb el nom d'Exèrcit de Flandes es coneix en la historiografia l'exèrcit organitzat per la branca espanyola de la dinastia dels Habsburg als Països Baixos espanyols, a partir de 1516, i que es va utilitzar per a la defensa de la sobirania de la monarquia hispànica sobre les Disset Províncies que componien els Països Baixos fins a 1713, data en què a causa de les clàusules del Tractat d'Utrecht que va posar fi a la Guerra de Successió Espanyola, la sobirania sobre el territori va passar a mans de la branca austríaca de la família, moment en què el territori va passar a conèixer-se com a Països Baixos austríacs. Durant tot aquest període, la sobirania espanyola va experimentar diverses pèrdues territorials, unes d'origen extern (guerres amb França) i altres internes, com la revolta que va donar origen a la república de les Províncies Unides, que va suposar la pèrdua de set de les Disset Províncies originals, reconeguda en la Pau de Westfàlia en 1648. Igualment, va existir un període, entre 1589 i 1621, en el qual la sobirania dels Països Baixos espanyols va passar a mans dels arxiducs Isabel Clara Eugènia i Albert VII d'Àustria, per a revertir finalment en Felip IV de Castella en morir sense descendència l'arxiduc Albert. De tota manera, en aquest període la política exterior i de defensa va quedar en mans del rei d'Espanya.
Durant els anys en què l'Exèrcit de Flandes es va mantenir actiu, va participar en la major part de les batalles mantingudes pels exèrcits espanyols, alimentant-se dels successius enviaments de reforços procedents especialment de Castella, però també d'altres territoris sota el domini dels Habsburg, a Espanya, Portugal (en el període en què el seu monarca va ser Felip II d'Espanya) o Itàlia, sense oblidar els procedents dels mateixos Països Baixos espanyols o els arribats del Franc Comtat, de Borgonya, de Lorena, d'Àustria, de Bohèmia i Moràvia i altres llocs vinculats directament o indirectament a la Monarquia Hispànica. No obstant això, el component principal de l'Exèrcit de Flandes va ser sempre el contingent d'origen espanyol, arribat a Flandes a través de l'anomenat Camí dels espanyols, que partia per mar des de València o Barcelona per a desembarcar a Sicília o Nàpols i remuntar a peu la península Itàlica fins als passos dels Alps a través del territori de Suïssa, per a després seguir camí cap al nord pel curs del riu Rin. De l'alt cost que suposava el fet de poner una pica en Flandes deriva l'ús de l'expressió en castellà.
Igualment, amb especial incidència en diversos moments, van formar part de l'Exèrcit de Flandes grups de mercenaris d'orígens molt diversos: catòlics irlandesos o anglesos, escocesos, polonesos, croats, alemanys, etc.
D'altra banda, el fet que es tractés d'un exèrcit gairebé permanentment en campanya, va fer que la major part dels més destacats caps militars espanyols o al servei d'Espanya passessin per les files de l'Exèrcit de Flandes.